# Jan Sebastian Szembek
Jan Sebastian Szembek herbu Szembek (zm. 8 kwietnia 1731 w Kupiskach) – kanclerz wielki koronny od 1712 do 1731 roku, wielkorządca krakowski w 1709 roku, podkanclerzy koronny w 1702 roku, referendarz koronny w latach 1699–1702, starosta biecki w latach 1695–1706, starosta grudziądzki, lubaczowski, różański, starosta łomżyński w 1706 roku, wielkorządca krakowski w latach 1706–1709, administrator żup krakowskich w 1703 roku.
Syn Franciszka, brat prymasów Stanisława i Krzysztofa, fundator Kolegium Jezuickiego w Łomży.
Poseł województwa krakowskiego na sejm 1693 roku.
W 1697 roku był elektorem Augusta II Mocnego z województwa krakowskiego, podpisał jego pacta conventa. Poseł na sejm zwyczajny 1701 roku i sejm z limity 1701-1702 roku z województwa krakowskiego. W styczniu 1702 roku podpisał akt pacyfikacji Wielkiego Księstwa Litewskiego.
Przewyższał brata zdolnościami, ambicją i energią i stał się właściwym twórcą wielkości swego rodu. Oddawszy się bezwzględnie na służbę Augusta II, zajął niebawem w jego otoczeniu pierwsze miejsce, zostając referendarzem wielkim koronnym w 1699 roku, później podkanclerzym koronnym i faktycznym kierownikiem polityki królewskiej. Po abdykacji Augusta II okazał mu najstalszą wierność, w 1712 roku nagrodzony kanclerstwem koronnym. Pełnił też urząd marszałka sejmu obradującego w Warszawie od 22 grudnia 1701 do 6 lutego 1702.
Był członkiem konfederacji sandomierskiej 1704 roku. Był uczestnikiem Walnej Rady Warszawskiej 1710 roku.
Z małżeństwa z Ewą z Leszczyńskich wojewodzianką kaliską miał dwie córki: Bihildę, która wyszła za mąż za Jerzego Augusta Mniszcha oraz Barbarę, która wstąpiła do warszawskiego zgromadzenia zakonu sakramentek. Pochowany został w kolegiacie warszawskiej.